# Medina, Misamis Oriental

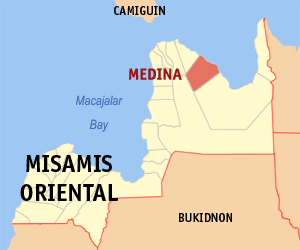
Bản đồ Misamis Oriental với vị trí của Medina

Medina là một đô thị hạng 4 ở tỉnh Misamis Oriental, Philippines. Theo điều tra dân số năm 2000 của Philipin, đô thị này có dân số 25.810 người trong 4.945 hộ.

## Các đơn vị hành chính
Medina được chia ra 19 barangay.
| - Bangbang - Bulwa - Cabug - Dig-aguyan - Duka - Gasa - Maanas - Mananum Bag-o - Mananum Daan - North Poblacion | - Pahindong - Portulin - San Isidro - San Jose - San Roque - San Vicente - South Poblacion - Tambagan - Tup-on |